# 2017年3月中国大陆

## 3月1日
- 《电影产业促进法》正式实施，电影分级制度初现端倪，劣迹艺人可能失业[1][2]。
- 伊斯兰国维吾尔族分支发布威胁视频，圣战者扬言要让中国“血流成河”，这是该组织首次发表针对中国的威胁[3][4]。

## 3月2日
- 针对韩国乐天集团出让星州郡高尔夫球场部署萨德系统事件，中国民间爆发抵制乐天集团浪潮[5][6]。

## 3月3日
- 中国人民政治协商会议第十二届全国委员会第五次会议在北京人民大会堂开幕，全国政协主席俞正声作常委会工作报告[7]。

## 3月5日
- 第十二届全国人民代表大会第五次会议在北京人民大会堂开幕，国务院总理李克强作政府工作报告，2017年的国内生产总值增长目标为6.5%[8]。

## 3月7日
- 三大电信运营商中国移动、中国电信和中国联通宣布，自今年10月1日全面取消手机长途和漫游费[9]。

## 3月8日
- 第十二届全国人民代表大会第五次会议第二次全体会议召开，会议审议了《中华人民共和国民法总则（草案）》，全国人大常委会委员长张德江发表人大常委会工作报告[10][11]。

## 3月9日
- 国务院新闻办公室发布《2016年美国的人权纪录》与《2016年美国侵犯人权事记》，回应美国国务院发布的《2016年国别人权报告》[12]。

## 3月10日
- 中国证券监督管理委员会宣布，证监会近期查办了九好集团及鞍重股份涉嫌以虚增收入、虚构银行资产为手段，企图将有毒资产装进上市公司的重大信息披露违法案[13]。

## 3月22日
- 河南省濮阳县第三实验小学发生踩踏事故，共造成1人死亡、22人受伤。[14][15]

## 3月24日
- 微軟創辦人比爾·蓋茲與北京大學國家發展研究院名譽院長林毅夫舉行「中國的未來：創新、慈善與全球領導力」主題對談，比爾·蓋茲盛讚一帶一路戰略，「中國做出很好的表率」[16]。

## 3月27日
- 最高人民检察院派遣专员前往山东聊城调查于欢杀害侮辱母亲苏银霞讨债者一案，《南方周末》发表该案报道后，在社交媒体上引发公众关注[17]。

## 3月29日
- 国务院台湾事务办公室發言人馬曉光證實，过境珠海拱北口岸时失踪的前民主进步党党工李明哲被指控“涉嫌危害国家安全”已由国安部门拘留。[18][19]。